# Linienkommission
Linienkommissionen waren militärische Eisenbahnlinienkommissionen im Deutschen Kaiserreich. Ab 1907 hießen sie Linienkommandanturen.

## Behörden
Als Behörden oblag ihnen die Regelung der Militärtransporte im Frieden und im Kriege. Sie waren Organe der Eisenbahnabteilung des Großen Generalstabs. Sie bestanden aus je einem Stabsoffizier und einem Eisenbahnbeamten und wurden im Krieg verstärkt. Das militärische Mitglied der Linienkommission wurde als Linienkommissar (auch: Linienkommissär, Eisenbahn-Linien-Kommissar) bezeichnet.
Das deutsche Eisenbahnnetz war für die militärische Benutzung, abweichend von den Verwaltungsbezirken, in 22 Betriebsbezirke (Linien) geteilt. Für jede bestand eine Linienkommandantur, die den Verkehr zwischen den vorgesetzten Militäreisenbahnbehörden und den im Gebiete der Linie den Betrieb führenden Eisenbahnverwaltungen vermittelte. Die Linienkommandanturen unterstanden im Frieden dem Chef der Eisenbahnabteilung des preußischen Großen Generalstabs, an dessen Stelle im Krieg der Chef des Feldeisenbahnwesens trat.
Linienkommandanturen waren mit Großbuchstaben gekennzeichnet: Altona (J), Berlin (M), Breslau (L I), Brüssel, Danzig, Dresden (E), Elberfeld (Q), Hannover (A), Kassel (C), Köln, Königsberg (Preußen), Łódź, Ludwigshafen am Rhein, Lüttich, Luxemburg, Magdeburg, München (K I), Münster (B), Nürnberg (K II), Posen, Stettin, Stuttgart (W), Wesel und Würzburg. 
Die Stationierungsorte und der Zuschnitt wechselten.
Im Zweiten Weltkrieg hießen sie Transportkommandos.